# 西布魯克當斯 (印地安納州)
西布魯克當斯（英語：West Brook Downs）是位於美國印地安納州門羅縣的一個非建制地區。該地的面積和人口皆未知。